# Kanton Miélan
Kanton Miélan (fr. Canton de Miélan) je francouzský kanton v departementu Gers v regionu Midi-Pyrénées. Skládá se z 19 obcí.

## Obce kantonu
- Aux-Aussat
- Barcugnan
- Betplan
- Castex
- Duffort
- Estampes
- Haget
- Laguian-Mazous
- Malabat
- Manas-Bastanous
- Miélan
- Montaut
- Mont-de-Marrast
- Montégut-Arros
- Sadeillan
- Sainte-Aurence-Cazaux
- Sainte-Dode
- Sarraguzan
- Villecomtal-sur-Arros